# 朱哲鉉
朱哲鉉（：／ Jo Cheol-hyeok，1959年3月12日—），大韓民國自由派政治人物，第21屆國會議員。